# Adrian Skindlo
Adrian Skindlo (Bodø, 28 gennaio 1999) è un giocatore di calcio a 5 e calciatore norvegese, pivot dell'Hulløy e attaccante del Meløy.

## Carriera
Skindlo è cresciuto nelle giovanili del Bodø/Glimt, dove ha iniziato a giocare dall'età di cinque anni. Il 19 aprile 2018 ha esordito in prima squadra, subentrando a Geir André Herrem nella vittoria per 1-4 arrivata sul Melbo, sfida valida per il primo turno del Norgesmesterskapet. Il 28 giugno successivo ha firmato il primo contratto professionistico con il Bodø/Glimt.
Il 19 giugno 2019, Skindlo è stato ceduto con la formula del prestito al Mjølner, in 2. divisjon. Il 22 giugno ha esordito con questa casacca, schierato titolare nel pareggio per 2-2 casalingo contro il Fram Larvik. Il 21 luglio successivo è arrivata la prima rete, nella partita pareggiata ancora col punteggio di 2-2 in casa dell'Asker.
A partire dal campionato 2019-2020, Skindlo ha fatto parte della rosa dell'Hulløy, compagine di calcio a 5 militante nella massima divisione locale. I regolamenti norvegesi prevedevano infatti la possibilità di praticare entrambe le discipline, regolamentate dalla Norges Fotballforbund.
In vista della stagione calcistica 2020, Skindlo ha lasciato il Bodø/Glimt per passare allo Junkeren. A causa della pandemia di COVID-19, però, i campionati minori norvegesi sono stati cancellati e Skindlo non ha disputato alcun incontro in squadra.
Il 22 febbraio 2021, Skindlo è stato convocato dal commissario tecnico della Nazionale di calcio a 5 della Norvegia Silvio Crisari in vista delle due partite da disputarsi contro la Polonia i successivi 5 e 8 marzo.
Nel 2022, Skindlo è passato dallo Junkeren al Meløy.

## Statistiche

### Presenze e reti nei club
Statistiche aggiornate al 7 agosto 2022.
| Stagione          | Club              | Campionato        | Campionato | Campionato | Coppe nazionali | Coppe nazionali | Coppe nazionali | Coppe continentali | Coppe continentali | Coppe continentali | Supercoppe | Supercoppe | Supercoppe | Totale | Totale |
| Stagione          | Club              | Comp              | Pres       | Reti       | Comp            | Pres            | Reti            | Comp               | Pres               | Reti               | Comp       | Pres       | Reti       | Pres   | Reti   |
| ----------------- | ----------------- | ----------------- | ---------- | ---------- | --------------- | --------------- | --------------- | ------------------ | ------------------ | ------------------ | ---------- | ---------- | ---------- | ------ | ------ |
| 2018              | Bodø/Glimt        | ES                | 0          | 0          | CN              | 1               | 0               | -                  | -                  | -                  | -          | -          | -          | 1      | 0      |
| gen.-giu. 2019    | Bodø/Glimt        | ES                | 0          | 0          | CN              | 0               | 0               | -                  | -                  | -                  | -          | -          | -          | 0      | 0      |
| Totale Bodø/Glimt | Totale Bodø/Glimt | Totale Bodø/Glimt | 0          | 0          |                 | 1               | 0               |                    | 0                  | 0                  |            | -          | -          | 1      | 0      |
| giu.-dic. 2019    | Mjølner           | 2D                | 14         | 3          | CN              | -               | -               | -                  | -                  | -                  | -          | -          | -          | 14     | 3      |
| 2021              | Junkeren          | 3D                | 7          | 3          | CN              | 2               | 1               | -                  | -                  | -                  | -          | -          | -          | 9      | 4      |
| 2022              | Meløy             | 4D                | 2          | 1          | CN              | -               | -               | -                  | -                  | -                  | -          | -          | -          | 2      | 1      |
| Totale            | Totale            | Totale            | 23         | 7          |                 | 3               | 1               |                    | -                  | -                  |            | -          | -          | 26     | 8      |